# Whiteheads trogon
De Whiteheads trogon (Harpactes whiteheadi) is een endemische vogelsoort uit de familie Trogons (Trogonidae). Deze vogel werd ontdekt door John Whitehead in de regenbossen rond de berg Kinabalu in Sabah (Maleisië).

## Beschrijving
Zoals alle trogons is dit een mooi gekleurde vogel. De geslachten verschillen sterk van elkaar. Het mannetje van de Whiteheads trogon heeft scharlakenrode kop en nek. De rug en stuit zijn oranje tot oker. De staart is ook okerkleurig met zwart in de buitenste staartpennen en aan het uiteinde. De achterkant van de staart is zwart met wit. De vleugels zijn tot de helft okerbruin en daarna zwart met dunne witte strepen. De keel is zwart, geleidelijk overgaand in grijs. Dit grijs is het typische kenmerk van de Whiteheads trogon ten opzichte van andere trogons in het oriëntaalse gebied. Er is een duidelijk scheiding tussen de borst en de buik, waarbij de buik scharlakenrood van kleur is. Het vrouwtje heeft een donkerolijfkleurige kop, een donkerder rug, lichte roodbruine strepen op de vleugels. Daarnaast is de onderzijde kaneelkleurig en is de buik valer van kleur.
De snavel van een volwassen exemplaar is blauwachtige, de iris is donkerrood of bruin. De poten van de Whiteheads trogon zijn lichtgrijs.
Deze soort is inclusief staart 33 centimeter lang.

## Verspreiding en leefgebied
De Whiteheads trogon leeft in onontgonnen bossen op een hoogte tussen de 900 en 1500 meter boven zeeniveau in bergachtige gebieden op de grens van Sabah, Sarawak en het noordoosten van Kalimantan.
De vogel heeft een voorkeur voor dichte ondergroei in vochtige valleien in bergland. Net als andere soorten trogons zitten deze vogels rechtop en kunnen ze vaak lange periodes in dezelfde houding blijven zitten.

## Status
Door ontbossingen als gevolg van houtkap en omzetting van bos in landbouwgebied krimpt het leefgebied en daarom staat de vogel als gevoelig op de rode lijst.